# 浪花歌笑
浪花 歌笑（なにわ かしょう、1926年（大正15年）1月20日 - 2013年（平成25年）11月2日）は、浪曲師。本名は吉野義一。元浪曲親友協会所属、同協会元理事長。なにわ企画所属。
大阪府池田の生まれ、父が浪花吉右衛門、姉が初代天光軒満月嬢、吉野百合子がいる。
1929年に5歳で浪花吉丸の名で広島県尾道市ミナト座で初舞台。
1936年に大阪市福島区の満月館に於て初代天光軒満月の口上で、姉の天光軒満月嬢と共に天光軒満男に改名。
1942年5月に佐世保海兵団に入隊。
1945年9月に朝鮮感鏡南道元山海軍航空隊より復員。
1945年初代日吉川秋次こと曾呂利一歩師匠の陶酔を受け、曾呂利新歩に改名。
1947年に浪曲親友協会に入会。
1951年に大阪天王寺館、神戸大正座において、現在名の浪花歌笑と改名。
1970年に浪曲親友協会評議員となる。
1971年に日本赤十字社大阪府支部芸能奉仕団員。
1979年に浪曲親友協会理事に就任。
1981年11月に浪曲親友協会が任意団体のため、社団法人化に向け、社団法人化担当理事に就任。衆議院議員中馬弘毅に相談し設立に向かって尽力する。
1986年3月31日に社団法人浪曲親友協会を設立させる。
1987年4月28日、29日に大阪道頓堀中座において、浪花歌笑浪曲ミュージカル刃傷松の廊下、おしんを初公演。友情出演に東洋日出丸。
1987年11月28日、29日に大阪道頓堀中座において、浪花歌笑浪曲ミュージカル木津勘助を公演。友情出演に松平洋子。
1990年5月26日、27日に大阪道頓堀中座において、浪曲ミュージカル浪花歌笑特別公演 義士外伝「情けの偽り」を公演。特別出演に井筒家小石丸。
1991年5月28日社団法人浪曲親友協会の通常総会において除名する旨の決議がなされたとして、1991年6月より除名無効の訴訟。
1992年6月21日、22日に大阪道頓堀中座において、中座東西浪曲大会を開催。出演者は、関東より、三門博、初代東家浦太郎、松平洋子、玉川桃太郎。関西より、2代目日吉川秋次、浪花歌笑、松島一夫、井筒家小石丸、2代目浪花小町。司会は、中川亨、川野博至。
1993年3月23日大阪地方裁判所 第11民事部において、除名は無効であることを確認され和解となり、社団法人浪曲親友協会を退会する。
1994年4月9日、10日に京都四条南座において、南座浪曲大会を開催。
1995年10月28日に大阪道頓堀中座において、5代目吉田奈良丸襲名披露公演の浪曲大会を開催。
1998年9月13日に大阪府立ワッハ上方演芸ホールにおいて、東西浪曲大会を開催。
1999年10月24日に歌と音頭と浪曲トークショー「研声会」結成記念公演 を大阪府立ワッハ上方演芸資料館演芸ホールにおいて開催。
2000年6月25日に浪花歌笑芸能生活70周年記念を大阪府立ワッハ上方演芸ホールにおいて開催。
2003年3月30日に大阪芸能浪花節の真髄を語る大会を国立文楽劇場小ホールにおいて開催、同年12月に全日本浪曲芸能文化協会を設立。
2004年1月4日に全日本浪曲芸能文化協会結成大会を大阪府立ワッハ上方資料館演芸ホールで開催、同年7月4日に全日本浪曲芸能文化協会夏期大会を大阪府立ワッハ上方演芸資料館演芸ホールで開催。
2005年12月8日に「浪花節(浪曲)自叙伝」を出版。
2006年1月15日に全日本浪曲芸能文化協会年賀大会を大阪府立ワッハ上方演芸資料館演芸ホールで開催。
2008年1月6日に大阪芸能文化20年度年賀大会を大阪府立ワッハ上方演芸資料館演芸ホールにおいて開催。
2010年5月23日に大阪府立上方演芸資料館のワッハホールにて「浪花歌笑 芸能生活80周年記念大会」を開催し元気な姿を見せた。
2013年11月2日に急性循環不全のため死去。87歳没。
最後の弟子には演歌歌手の南条敏若、浪花華子、元弟子には初代浪花小町、現在(演歌歌手の菊地まどか)、2代目浪花小町（東洋朝日丸・日出丸の日出丸の孫）、浪花りか現在(七海りか)、浪花かおり、浪花さゆり、浪花みゆき、紙芝居浪曲師の広沢玉造。